# Batuhan Karacakaya
Batuhan Karacakaya (* 5. Februar 1997 in Istanbul) ist ein türkischer Schauspieler. Er ist durch die Rolle des Bülent Ziyagil in der türkischen Fernsehserie Aşk-ı Memnu bekannt.

## Leben und Karriere
Batuhan Karacakaya wurde am 5. Februar 1997 in Istanbul geboren. Er studierte an der Nişantaşı Üniversitesi. Zwischen 2008 und 2010 spielte er die Rolle des Bülent Ziyagil aus der Serie Aşk-ı Memnu. Der Weiteren bekam er auch die Rolle des Mert Günsu in der türkischen Fernsehserie Umutsuz Ev Kadınları.
2021 nahm er an der türkischen Reality-Fernsehshow Survivor Türkiye teil, die auf TV8 ausgestrahlt wurde.

## Filmografie (Auswahl)
Filme
- 2010: Dersimiz Atatürk
- 2010: Bekle Beni
- 2011: Aşk Tesadüfleri Sever
- 2012: Uzun Hikâye

Serien
- 2008–2010: Aşk-ı Memnu
- 2011–2013: Umutsuz Ev Kadınları
- 2016–2018: Diriliş Ertuğrul

Sendungen
- 2021: Survivor 2021
- 2022: Survivor 2022: All Star
- 2024: Survivor 2024: All Star
- 2025: Survivor 2025